# 더 트랩: 난간 끝에 선 남자
《더 트랩: 난간 끝에 선 남자》(영어: The Ledge)는 미국에서 제작된 매슈 채프먼 감독의 2011년 스릴러 드라마 영화이다. 찰리 허넘 등이 출연하였고, 마크 데이먼 등이 제작에 참여하였다.

## 출연
- 찰리 허넘
- 패트릭 윌슨
- 리브 타일러
- 테런스 하워드
- 크리스토퍼 고럼
- 재클린 플레밍
- 마이크 프니우스키

## 기타 제작진
- 공동 제작: 캐서린 오언스
- 라인 제작: 프랭클린 A. 벌렛
- 협력 제작: 캐터리나 슬랜체바
- 미술: 제임스 A. 질라든
- 세트: 앤드루 W. 보핑거
- 의상: 질리언 크라이너